# Ayyam Gallery
Галерея «Ayyam Gallery» (англ. Ayyam Gallery) — галерея современного искусства, основанная двоюродными братьями, коллекционерами Халедом и Хишамом Самави в сирийском городе Дамаск в 2006 году; имеет филиалы в Бейруте, Лондоне и Дубае (ОАЭ); проводит временные выставки известных и начинающих художников, пытаясь расширить представление о современном искусстве; управляет собственным издательством — издаёт каталоги и книги, стараясь восполнить информацию о «недопредставленных аспектах» мировой истории искусства — прежде всего, ближневосточного.

## История и описание
Галерея современного искусства «Ayyam Gallery» была основана в городе Дамаск (Сирия) в 2006 году; инициаторами её создания выступила пара коллекционеров — двоюродные братья Халед и Хишам Самави. С момента своего создания галерея начала проводить временные выставки произведений искусства, созданных как известными, так и начинающими художниками — пытаясь расширить представление о современном искусстве, особенно сирийском. Галерея «сделала себе имя», дав возможность выступить целому ряду молодых современных художников из арабского мира — которые часто «смело» использовали свой шанс, создавая работы на острые социальные и политические темы.
В связи с началом боевых действий на территории страны, галерея была вынуждена перенести свою деятельность — по состоянию на 2019 году у неё были открыты филиалы в Бейруте (Ливан), Лондоне (Великобритания) и Дубае (Объединённые Арабские Эмираты). Кроме того, тема войны стала существенной частью выставочной деятельности галереи — по мнению Хишама Самави, «конфликт — это просто реальность, с которой нам приходится иметь дело, поэтому для некоторых художников естественно отразить это в своих работах». Так «искусство войны» оказалось в центре внимания масштабной выставки, проводившейся в Дубае в связи с десятилетием с момента основания галереи: на выставке, названной «10:52», 52 художника выставили свои работы сразу в шести залах галереи.
В частности Таммам Аззам (Tammam Azzam), впервые выставленный в «Ayyam Gallery» в 2010 году, получил всемирную известность в 2013 году — когда его работа «Граффити свободы» (Freedom Graffiti), использовавшая картину Климта «Поцелуй» и разрушенные войной здания в Сирии, стало «вирусным» (в частности, в сети Интернет). В 2015 году Аззам также был частью выставки Бэнкси «Dismaland» в Англии. Кроме того, в групповой экспозиции приняли участие Абдул Карим Мадждал аль-Бейк (работа «Pain»), а картина «Человек войны» (Man of War) описывала тему эскапизма, который снижает людскую способность к состраданию. Художник и скульптор Абдулнассер Гарем, являвшийся ранее полковником армии Саудовской Аравии, создал несколько работы специально для выставки. Выставка представила и произведения целого ряда сирийских авторов, вынужденных эмигрировать из страны в связи с военными действиями — организацией «бегства» часто занималась галерея.
В 2010-х годах художница Шурук Анин (Shurooq Amin), чьи «противоречивые» работы были запрещены в ее родном Кувейте, активно сотрудничала с филиалами «Ayyam» как в Дубае, так и в Лондоне — по мнению самой художницы, международное признание её работ имело решающее значение для снятия запрета на её деятельность в Кувейте.